# ゴールドカード
- クレジットカード > ゴールドカード
- デビットカード > ゴールドカード

ゴールドカード（英語: Gold card）とは、クレジットカード及びデビットカードの一つである。

## 概要
ゴールドカードは、クレジットカード・デビットカードの券種の一つで、クラシックカード（一般カード）より価値の高いサービスを付帯している。
日本に於いては、 アメリカン・エキスプレス・インターナショナル（American Express International ）日本支社が1980年に「アメリカン・エキスプレス・ゴールド・カード」（以下「旧ゴールド・カード」）を発行したが、2024年に新規の申込受付を終了し、同年に「アメリカン・エキスプレス・ゴールド・プリファード・カード」の発行を開始した。「旧ゴールド・カード」は、日本で初めて発行されたゴールドカードであったが、他社がプラチナカードを発行するようになった後も他社のプラチナカードの利用者を「旧ゴールド・カード」の対象とし、同社が発行していた「アメリカン・エキスプレス・カード」（現在の「アメリカン・エキスプレス・グリーン・カード」）を他社が発行するゴールドカード以上と位置付けていた（同社が発行する「プラチナ・カード」が長らく招待制であったという背景にも留意する必要がある）。
近年では、デビットカードにもゴールドカード券種が発行されている。
クレジットカード・デビットカード共にゴールドカードより上位の券種を用意している発行元もある。ゴールドカードより上位の券種は、プラチナカードなどの名称を使用する発行元が多いが、異なる名称を使用する発行元もある。例えば、楽天カードは、ゴールドカードである「楽天ゴールドカード」より上位の券種の名称を「楽天プレミアムカード」としている。

### 会員層
かつて日本では、ゴールドカードは高収入者のステータスの象徴とされてきたが、2023年にNTTドコモが実施した全世代のゴールドカード保有・利用に関する調査に拠れば、ゴールドカードの保有者の約6割が年収400万円未満であり、大衆化が進んでいる実態が明らかにされた。また、同年にマクロミルが実施した「ゴールドカード」の利用者数調査（発行枚数調査でない点に注意を要する）に拠れば、NTTドコモが発行する「dカード GOLD」が1位となっている。

## 特徴

### デザイン
ゴールドカードは、「ゴールド」と称している通り、カードの券面はゴールド（金色）を基調とするデザインである場合が多く、カードの番号・有効期限・氏名のエンボスも金色に塗られている（エンボスレスのカードを除く）。
クレディセゾンが発行する「セゾンローズゴールド・アメリカン・エキスプレス・カード」はローズゴールド、アプラスが発行する「アプラスゴールドカード」のWEB限定デザイン（Mastercardブランドに限る）はピンクゴールドをそれぞれ採用するなど近年ではデザインのバリエーションが増えている。
三井住友カードが発行する「三井住友カード ゴールド」はゴールドに加えてグリーン（緑）、「三井住友カード ゴールド（NL）」はゴールド及びグリーンに加えてオーロラからそれぞれ選ぶ事が出来る。また、同社が三井住友銀行と提携し発行する「Oliveフレキシブルペイ ゴールド」はゴールドに加えてゴールドグレーから選ぶ事が出来る。

### サービス
ゴールドカードによって異なるが、概ね次の様なサービスを利用する事が出来る。デビットカードのゴールドカードでも利用する事が出来る場合がある。
- 一般カードより高額の保険補償額
- 会員専用デスク
- 日本や海外の空港ラウンジの無料利用（無料で入室する事が出来る回数に制限が設けられているゴールドカードもある）
- ホテルや航空券、劇場などの各種手配
- 医師・看護師・保健師などへの無料電話相談
- 会員専用会報誌の無料配本

など

## クレジットカード
一般カードの会員は利用する事が出来ないサービスが提供されているが、近年ではこの一部を省く事で典型的なゴールドカードより年会費の安いゴールドカードを発行するものもある。また、年齢や年収などの面で申込に制限を設けているものが多いが、近年ではそのような制限を設けないゴールドカードの発行も行われている。
利用限度額は一般カードより高く設定されていることが多い。

### 種類
日本で発行されているゴールドカードは、自ら申し込む事が出来る申込制のものが殆どであるが、招待制のものも存在する（ジェーシービー（JCB）の「JCBゴールド ザ・プレミア」、イオン銀行の「イオンゴールドカード」・「イオンゴールドカード（WAON一体型）」・「イオンゴールドカードセレクト」、クレディセゾンの「年会費優遇型 セゾンゴールド・アメリカン・エキスプレス・カード」、セブン・カードサービスの「セブンカード（ゴールド）」・「セブンカード・プラス（ゴールド）」など）。招待制のゴールドカードは、既存の会員の内、一定の条件を満たした者に案内される。
また、20代の若年層にのみ発行されるゴールドカードもある。このゴールドカードは、更新の際に審査の上、そのカードと同じブランドの通常のゴールドカードに切り替えられるので、通常のゴールドカード又はそれ以上を目指す場合はこのカードが近道となる。年会費は通常のゴールドカードより安いが、通常のゴールドカードのサービスと一部異なる場合がある。将来の上顧客となる可能性のある20代の若年層を取り込む為のクレジットカードであるが、20代の若年層にも通常のゴールドカードを発行している発行元もある。

### 年会費
日本で発行されているゴールドカードの年会費は、税込3万円を超えるものから招待制の永年無料のものまで幅広く存在し、典型的なゴールドカードの年会費は概ね1万円程度、20代の若年層に発行されるゴールドカードの年会費は3000円程度である。
近年ではゴールドカードのサービスの一部を省く代わりに相対的に年会費の安いゴールドカードも発行されている。年間のショッピング利用金額に応じて年会費を無料とする特典を設けているゴールドカードもあり、発行元によって異なるが、翌年度のみ無料とするもの（クレディセゾンの「年会費優遇型 セゾンゴールド・アメリカン・エキスプレス・カード」・「セゾンローズゴールド・アメリカン・エキスプレス・カード」、小田急電鉄の「OPクレジット ゴールド」など）や翌年度以降無料とするもの（三井住友カードの「三井住友カード ゴールド(NL)」、クレディセゾンの「SAISON GOLD Premium」、エポスカードの「エポスゴールドカード」、ゆめカードの「ゆめゴールドカード」など）がある。
同一の発行元に於いて同一の券種のクレジットカードを異なるブランドで2枚発行する場合に年会費が割引される発行元もある。例えば、三菱UFJニコスの「三菱UFJカード」ではデュアルスタイルと呼称し、2枚一組で持つ事を新しいカードスタイルとして提案している。また、三井住友カードの「三井住友カード」でも同様の割引を提供している。

### 審査基準
ゴールドカードは、一般カードと同様に、申込者の年齢、年収、職業、勤務先企業、勤続年数などを基に審査が行われる場合が多いが、審査基準は一般カードとは異なる場合が多い。具体的な審査基準は発行元によって異なるが、例えば、JCBの「JCBゴールド」の場合は、審査の結果、発行が見送りとなった場合に一般カードである「JCBカードS」の発行を希望する事も出来る。
年収に関しては、嘗ては具体的な目安を明示する発行元が多かったが、近年は安定継続収入があればその額の多寡に拘らず申込を受け付ける発行元もあるなど敷居が下がっている。
また、年齢に関しては、原則30歳以上としている場合、20代の若年層を対象に発行するゴールドカードを別に設けている発行元もある。しかし、年齢についても目安条件に過ぎない。

### 提携カードの審査基準
提携カードのゴールドカードは、プロパーカードのゴールドカードとは異なる審査基準に基づいて審査される場合がある。例えば、三井住友カードがニュー・オータニと提携し発行する「ニューオータニクラブVISAゴールドカード」は、年齢や年収に加えて、社会的信用を有する事を入会資格としている（「ニューオータニクラブVISAクラシックカード」も同様）。
一方で、国家公務員共済、私学共済などとの提携カードでは年齢に関係なく発行されている（年会費永年無料）。また、特定の職業や特定の大学卒業者に対して、年齢を問わずゴールドカードが発行されることもある。
特定の大学卒業者に発行されるゴールドカードがあり、これらは年会費永年無料である。利用額の一部が手数料として母校に還元されて支援に使われる仕組みである。

### 主なゴールドカード
日本で発行されている主なゴールドカード（新規募集していないものを除く）を年会費別に挙げる（各種の割引を適用しない通常の年会費を基準とする）。但し、20代の若年層に発行されるゴールドカードは別に記載する（ここではプロパーカードを挙げ、提携カードは割愛する）。

#### 年会費1万円以上
- アメリカン・エキスプレス・インターナショナル（日本支社）
  - アメリカン・エキスプレス・ゴールド・プリファード・カード
- JCBグループ各社[注 2]
  - JCBゴールド ザ・プレミア - 年会費とは別にサービス年会費が必要である。
  - JCBゴールド
- VJAグループ各社[注 3]
  - VISAゴールドカード
- 三井住友カード
  - 三井住友カード ゴールド
- 三菱UFJニコス
  - 三菱UFJカード ゴールドプレステージ
  - DCゴールドカード
- MUFGカードグループ各社[注 4]
  - MUFGカード ゴールドプレステージ
- DCカードグループ各社[注 2]
  - DCゴールドカード
- UCカードグループ各社[注 2]
  - UCカード ゴールド
- クレディセゾン
  - ゴールドカードセゾン
  - セゾンゴールド・アメリカン・エキスプレス・カード
  - セゾンゴールド・アメリカン・エキスプレス・カード（年会費優遇型）
  - セゾンローズゴールド・アメリカン・エキスプレス・カード
  - SAISON GOLD Premium
  - UCカード ゴールド
- オリエントコーポレーション
  - Orico Card THE GOLD PRIME
  - The Gold
- トヨタファイナンス
  - TOYOTA TS CUBIC CARD ゴールド
- エムアイカード
  - MICARD+ GOLD
- ポケットカード
  - P-oneカード＜Premium Gold＞
- ライフカード
  - ライフカードゴールド
  - ライフカードゴールド(Ch)
  - ライフカードゴールド(Dp) - デポジット型を採用している為、年会費とは別に利用可能枠に応じたデポジットが必要である。
- PayPayカード
  - PayPayカード ゴールド
- NTTドコモ
  - dカード GOLD
- 小田急電鉄[注 1]
  - OPクレジット ゴールド

#### 年会費5000円以上
- 三井住友カード
  - 三井住友カード ゴールド(NL)
- アプラス
  - アプラスゴールドカード
- ジャックス
  - ジャックスカードゴールド
- エムアイカード
  - MICARD GOLD
- エポスカード
  - エポスゴールドカード
- ゆめカード
  - ゆめゴールドカード

#### 年会費3000円以上
- オリエントコーポレーション
  - i Gold
- UCS
  - UCSゴールドカード

#### 年会費3000円未満
- MUFGカードグループ各社[注 4]
  - MUFGカード ゴールド
- オリエントコーポレーション
  - Premium Gold
- 楽天カード
  - 楽天ゴールドカード

#### 年会費永年無料
- イオン銀行
  - イオンゴールドカード
  - イオンゴールドカード（WAON一体型）
  - イオンゴールドカードセレクト
  - イオンゴールドカードセレクト<イオンセレクトクラブ>[注 5]
- セブン・カードサービス
  - セブンカード（ゴールド）
  - セブンカード・プラス（ゴールド）
- エポスカード
  - エポスゴールドカード - インビテーションで発行された場合は初年度から年会費が無料となる[注 6]。
- ゆめカード
  - ゆめゴールドカード - インビテーションで発行された場合は初年度から年会費が無料となる[注 7]。

#### 若年者用ゴールドカード
- JCBグループ各社[注 2]
  - JCB GOLD EXTAGE - 初回更新時に審査の上「JCBゴールド」に切り替えられる[18][注 8]。
- VJAグループ各社[注 3]
  - VISAヤングゴールドカード - 30歳以降の最初の更新時に審査の上「VISAゴールドカード」に切り替えられる[19][20][注 9]。
- DCカードグループ各社[注 4]
  - DCゴールドカードヴァン - 30歳以降の最初の更新時に審査の上「DCゴールドカード」に切り替えられる[21][注 10]
- UCカードグループ各社[注 2]
  - UCカード ヤングゴールド - 30歳以降の最初の更新時に審査の上「UCカード ゴールド」に切り替えられる[22][注 11]。
- クレディセゾン
  - UCカード ヤングゴールド - 30歳以降の最初の更新時に審査の上「UCカード ゴールド」に切り替えられる[22][注 12]。

## デビットカード
デビットカードに於けるゴールドカードは、次の各社が発行している（統一金融機関コード順）。
- 楽天銀行
  - 楽天銀行デビットカード
- 七十七銀行
  - 77JCBデビット
- 東邦銀行
  - 東邦Alwaysデビットカード
- 千葉銀行
  - TSUBASAちばぎんVisaデビットカード
  - ちばぎんスーパーカード＜デビット＞
- 北國銀行
  - 北國Visaデビットカード
- 静岡銀行
  - しずぎんVisaデビットカード
- 山陰合同銀行
  - ごうぎんデビットカード
- 中国銀行
  - ドリーミーデビットカード
- 広島銀行
  - HIROGIN Debit
- 山口銀行
  - ワイエムデビットJCBカード[注 13]
- 福岡銀行
  - Debit+
- 十八親和銀行
  - Debit+
- 肥後銀行
  - 肥後銀行JCBデビットカード
- 栃木銀行
  - とちぎんJCBデビット
- 熊本銀行
  - Debit+
- 三井住友カード
  - Oliveフレキシブルペイ ゴールド[注 14][注 15]

## その他
- 三井住友トラストクラブが取り扱っているダイナースクラブには「ゴールド」と称するクレジットカードが発行されていない。同社が発行している「ダイナースクラブカード」は、同ブランドに於ける一般カードであるが、同社が発行している「TRUST CLUB プラチナマスターカード」を追加して発行する事が出来る[23]。この為、同カードを介してプラチナカードのサービスを利用する事が出来る（「ダイナースクラブ」の項目も参照）[注 16]。
- 楽天カードが発行している「楽天プレミアムカード」は、同社が発行している「楽天ゴールドカード」より上位の券種であるが、他社が発行しているゴールドカードに近い位置付けとされる場合がある（「楽天カード」の項目も参照）。
- アプラスがBlack Card Iと提携し発行する「ラグジュアリーカード」の一つである「Mastercard Gold Card」は、「ワールドエリートMastercard」であり「ゴールドMastercard」でない（「ブラックカード・リミテッド・ライアビリティ・カンパニー」の項目も参照）。